# Minicosa neptuna
Minicosa neptuna Alderweireldt & Jocqué, 2007 è un ragno appartenente alla famiglia Lycosidae.
È l'unica specie nota del genere Minicosa.

## Distribuzione
L'unica specie oggi nota di questo genere è stata rinvenuta in Sudafrica.

## Tassonomia
Le caratteristiche di questo genere sono state descritte dall'analisi degli esemplari tipo Minicosa neptuna Alderweireldt & Jocqué, 2007.
Dal 2007 non sono stati esaminati altri esemplari, né sono state descritte sottospecie al 2017.